# エレコム
エレコム株式会社（ELECOM CO.,LTD.）は、大阪市中央区に本社を置く大手コンピュータ周辺機器メーカーである。東証プライム上場。

## 概要
創業者の葉田順治は大学卒業後に家業である製材所を継いだが、主力製品となった矢板の需要が新工法の登場により激減し倒産に追い込まれた後に起業した。
バッファローやアイ・オー・データ機器と並ぶ日本におけるIT機器大手。マウス、キーボードをはじめとする13部門において業界トップシェアを誇っており、スマホ関連にも強い。近年はBtoCからBtoBへ大きく経営の舵を切っており、M&A巧者で法人向けを強化。中国、東南アジアを中心に海外展開も積極的に行っている。
当社グループは自社で生産設備を持たないファブレスメーカーである。国内外から7,000点以上の製品を調達し、特に海外調達を積極的に推進している。仕入先の選定においては、品質、コスト、供給体制を総合的に勘案して選定し、特に品質に厳しい基準を設け、一定のレベル以上の「売れる商品」を供給し続けている。
販売している商品数は、型番ベースで約1万7000点。年間で4200～4300点が新規開発され、3～4年でほぼ全商品が入れ替わる。これは「市場の変化に合わせてビジネスモデルを作っていく」という考えによるものである。
2010年代後半からは直営店「Elecom Design Shop」を本社のある大阪市内をはじめとする日本各地に展開しており、2020年7月現在では以下のような店舗展開を行っている。
- 大阪市内
  - 難波（ekimoなんば）- 1号店
  - 梅田（グランフロント大阪）- ekimo梅田にも出店していたが、グランフロント大阪店との統合に伴い2019年1月31日をもって閉店した。
  - 新大阪（アルデ新大阪）
- 神戸市：神戸駅（プリコ神戸）
- 東京都：新宿区（西武新宿PePe）
- 名古屋市：久屋大通（セントラルパーク）

## 沿革
- 1986年（昭和61年）
  - 5月 - 家電量販店を販路とするOA家具メーカーとして大阪市都島区に設立（資本金300万円）。パソコンラックの販売を開始[1]。
  - 11月 - 東京都板橋区に東京営業所を開設。
- 1987年（昭和62年）
  - 3月 - OAアクセサリとしてフロッピーディスクケース等の販売を開始。
  - 11月 - 名古屋営業所、福岡営業所をそれぞれ開設
- 1988年（昭和63年）
  - 10月 - マウスを発売。
  - 12月 - 東京配送センターを開設。
- 1989年（平成元年）9月 - 入力機器テンキーボードを発売。
- 1990年（平成2年）9月 - フロッピーディスクドライブの発売開始。ハードウェアに参入。札幌営業所を開設。
- 1991年（平成3年）
  - 2月 - 仙台営業所に仙台配送センターを併設。
  - 7月 - 販売会社として大阪府南河内郡にエレコム販売株式会社を設立。
- 1992年（平成4年）9月 - 米国にELECOM COMPUTER PRODUCT INC.を設立。
- 1993年（平成5年）12月 - 通信販売事業を目的として、東京都豊島区に株式会社ホームダイレクトを設立。
- 1994年（平成6年）
  - 3月 - 東京･仙台の配送センターを統合し、埼玉県草加市に東日本配送センターを開設。
  - 4月 - LANEEDブランドでLAN事業に参入。
  - 6月 - フロッグデザインのエスリンガーのデザインによるルナリスシリーズを発売。
  - 10月 - エレコム販売と合併。資本金を5,140万円に増資。本社を大阪市中央区瓦町に移転。
  - 12月 - 物流業務に特化し業務効率を高めることを目的に、大阪府岸和田市にエレコム物流株式会社を設立。
- 1996年（平成8年）8月 - 埼玉県越谷市に物流センターを開設。
- 2000年（平成12年）7月 - 無線LAN「エア・ホーク」シリーズを発売。
- 2001年（平成13年）5月 - 物流拠点を統合し、東京都江東区青海に新物流センターを開設。
- 2003年（平成15年）
  - 2月 - ELECOM UK LIMITED（英国）を設立。
  - 7月 - ELECOM KOREA CO.,LTD（韓国）を設立。
- 2004年（平成16年）
  - 4月 - 宜麗客（上海）貿易有限公司（中国）を設立。
  - 9月 - ELECOM Deutschland GmbH（ドイツ）を設立。
  - 12月 - ELECOM ITALY s.r.l（イタリア）を設立。ロジテック株式会社の株式7,500株を取得し、子会社化。
- 2006年（平成18年）
  - 2月 - 大阪本社においてISO 14001（環境マネジメントシステム）認証を取得。
  - 5月 - ELECOM ITALY s.r.lを清算。
  - 7月 - 大阪市西淀川区に西日本物流センターを開設。青海物流センターを東日本物流センターに改称。ELECOM EUROPE B.V.（オランダ）を設立。
  - 11月 - ジャスダック証券取引所に上場[注 2]。
- 2007年（平成19年）
  - 2月 - ednet AG（現・ednet GmbH）の株式1,000,000株を取得し、子会社化。
  - 3月 - ELECOM Deutschland GmbH を清算。
  - 12月 - ELECOM EUROPE B.V. を清算。
- 2008年（平成20年）3月 - ELECOM UK LIMITED を清算。
- 2010年（平成22年）
  - 6月 - フォースメディアと協業し、同社が発売する「J-Force」ブランドの販売を開始。
  - 10月 - ロジテックINAソリューションズ株式会社を設立。
- 2011年（平成23年）
  - 7月 - ハギワラソリューションズ株式会社を設立。
  - 8月 - 民事再生法を申請していた株式会社ハギワラシスコムから事業の一部を譲受。
  - 9月 - エレコムサポート&サービス株式会社を設立。
  - 11月 - Elecom India Private Limited（インド）を設立。
  - 12月 - 新宜麗客民台(上海)商貿有限公司（中国）を設立。
- 2012年（平成24年）
  - 4月 - ELECOM Europe GmbHを設立。
  - 5月 - ELECOM SALES HONG KONG LIMITEDを設立。
- 2013年（平成25年）
  - 3月 - 東京証券取引所市場第一部に上場。
  - 4月 - 大阪証券取引所JASDAQ（スタンダード）における株式上場を廃止。
- 2014年（平成26年）
  - 3月 - エレコムサポート＆サービス株式会社を清算。
  - 5月 - 日本データシステム株式会社を取得、子会社化。
  - 7月 - 米シーゲイト社と国内代理店契約を締結。
  - 9月 - MVNO事業を開始。データ通信専用SIMカード「SkyLinkMobile」の販売を開始[2]。
  - 11月 - 宜麗客（上海）貿易有限公司を清算。
- 2015年（平成27年）
  - 2月 - エレコムヘルスケア株式会社を設立。
  - 4月 - エレコムサポート＆サービス株式会社を設立。
- 2016年（平成28年）
  - 3月 - ELECOM Europe GmbHを清算。
  - 9月 - 株式会社ワークビットの事業を譲受け、大和技術開発センターを設置。
- 2017年（平成29年）2月 - DXアンテナの発行済み株式96%を取得し、子会社化すると発表。
- 2018年（平成30年）7月 - MVNO事業から撤退。撤退に伴い、「SkyLinkMobile／SkyLinkPhone」のサービスをアイキューブ・マーケティングへ移管。
- 2023年（令和5年）5月 - テスコム電機の株式を保有する株式会社ティーエスシーから株式譲渡を受け、テスコム電機をエレコムのグループ会社とした[3]。
- 2024年（令和6年）4月25日 - 日本アンテナを完全子会社化したうえでDXアンテナとの経営統合を行うことを発表[4]。当初は2024年10月～11月頃を計画したが、公正取引委員会の審査期間等を考慮し2025年2月～3月に変更した[5][6]。

## 主な製品

### メモリ
- メモリ
- SSD
- USBメモリ
- SDメモリーカード
- メモリリーダライタ
  - 55+1メディア対応 MR-A007シリーズ
  - 縦に挿せるキューブ型
    - 45+2メディア対応 MR-C14シリーズ
    - 40+6メディア対応・USBハブ機能付 MR-C26シリーズ
    - 19+10メディア対応・4枚差し可能 MR-C27シリーズ

### 入力機器
- マウス
  - ワイヤレスIR LEDマウス - 可視光線よりも波長が長い赤外線LEDを使用し、約1年（1日8時間のパソコン操作中20%をマウス操作に割り当てた場合）の長寿命を実現したワイヤレスマウス。1円硬貨程の超小型レシーバを採用。
    - M-IR01DRシリーズ（3ボタンタイプ）
    - M-IR02DRシリーズ（5ボタンタイプ）
    - M-IR05DRシリーズ（5ボタンタイプ） - センサー部に指先がふれているときだけ電源が入り、指先を離すと電源が切れる「Touch&Goセンサー」搭載タイプ

  - 3ボタンレーザーマウス"SCOPE NODE（スコープ ノード）" - ペンを持つ感覚で操作できる新コンセプトマウス
    - M-SN1ULシリーズ（有線タイプ）
    - M-SN2DLシリーズ（ワイヤレスタイプ）

  - 3ボタンマイクロレシーバワイヤレスレーザーマウス"MICRO GRAST SWITCH（マイクロ グラスト スイッチ）" - 1円硬貨程の超小型レシーバを採用し、こまめに電源ON/OFFができる「エコボタン」を搭載したワイヤレスマウス
    - M-BG3DLシリーズ（Sサイズ）
    - M-PG3DLシリーズ（Mサイズ）

  - 5ボタンマイクロレシーバワイヤレスレーザーマウス"MICRO GRAST（マイクロ グラスト）" - 1円硬貨程の超小型レシーバを採用したワイヤレスマウス。前述の「MICRO GRAST SWITCH」へ移行のため、現行のモデルは以下の1機種のみ。
    - M-PG2DLシリーズ（Mサイズ）

  - 5ボタンマイクロレシーバワイヤレスレーザーマウス"OBSIDIAN（オブシディアン）" M-GE3DLシリーズ - "MICRO GRAST"等の超小型レシーバよりもさらに薄い超薄型レシーバを採用した高性能ワイヤレスレーザーマウス
  - 3ボタン光学式マウス"EGG MOUSE（エッグマウス）" - タマゴのフォルムを取り入れた丸みのあるマウス
    - "EGG MOUSE" M-EGURシリーズ（有線タイプ）
    - "EGG MOUSE mini" M-EG2URシリーズ（有線タイプ）
    - "EGG MOUSE mini" M-EG3DRシリーズ（ワイヤレスタイプ）
- キーボード

以前はギアドライブ式という独自のシステムを開発し、TK-U09FGというキーボードを発売していたが、現在は販売終了しており、同方式のキーボードは市場から姿を消している。また、iPhone/iPad、スマートフォンに対応したBluetooth折りたたみキーボード（iPadやスマートフォンを立たせるためのスタンドを内蔵）も発売されている。
- テンキーボード
- ゲームパッド

### ケーブル
- LANケーブル
- USBケーブル
- USBハブ
  - バスパワー専用 USBハブ"ToyBrick（トイブリック）" U2H-BL2Bシリーズ
  - バスパワー専用 USBハブ"cioco（ショコ）" U2H-CH4Bシリーズ

など

### アクセサリ
- キャリングバッグ
- インナーバッグ
- カバー
  - キーボードカバー"ピタッとシートSUPER" PKU-FREEシリーズ - キーボードの形状を問わないフリーカットタイプのキーボードカバー
  - ディスプレイカバー
- 液晶フィルター
- マウスパッド

など

### ファニチャ
- パソコンデスク
- パソコンラック/プリンタラック
- チェア

など

### ルーター
- 有線LAN・無線LAN

### インク・トナー
- 詰め替えインク
- リサイクルトナー

エプソン、キヤノン、HPなどのプリンタ用の安価な詰め替えインクやリサイクルトナーカートリッジを販売している。2000年9月、セイコーエプソンは、エレコムが販売するインクジェットプリンター用インクカートリッジが同社の保有する特許に抵触しているとし、エレコムとエステー産業を提訴した。結果としては、エプソンが訴訟を取り下げたため、実質的にエレコム・エステー産業の勝訴となった。

### AVD関連
- ヘッドホン・イヤホン - 販路の違いにより、携帯電話向けは「MP」、パソコン向けは「PC」、AV機器のルートで販売されるものは「AV」がそれぞれ型番に入れられている。
- スピーカ
- TVラック
- ケース
- 保護フィルム

など
一部の商品は、2004年に子会社化したロジテックから移管されている。

## 不祥事

### GPL違反問題
2004年4月、当社が発売したブロードバンドルータの一部で、WAN側からのroot権限でのコマンド実行が可能などの重大なセキュリティ問題とともに、ファームウェアにLinuxカーネルなどGPLにてライセンスされているソフトウェアを利用・改変しているのに、GPLで義務づけられるソースファイルの公開をしていないことが発覚。この問題を発見したユーザーの問い合わせに対しエレコムは、セキュリティ問題について対策する意思がないこと、GPLの対象となるソースファイルを公開する必要性がないと考えている旨を回答。やりとりの一部始終をユーザーが公開したため、掲示板などを中心にエレコムに対する非難が殺到した。
これを受けて当社は2004年4月27日に方針を転換し、セキュリティ対策を施したファームウェアの公開と、GPLに基づいてファームウェアのソースファイルを希望者に送付する見解を発表した。
この問題は2004年6月22日の日経産業新聞（10面）でも取り上げられ、当社の商品開発責任者・梶浦ブランド管理マネージャーが、GPLについて「通信機器のようにセキュリティーが絡む製品ではソースを開示すると安全性が低下する恐れがある」、Linuxについて「金輪際使わない」と発言したことも話題となった。子会社のロジテックも含めエレコムが次にLinuxをベースとした商品をリリースしたのは2014年の2ベイNAS「NSR-MS」となり、10年間にわたって採用を見送っている。尚、NSR-MSに付いてもソースコードの請求に付いてはサポートに問い合わせるようになっていたが、ユーザーの問い合わせに対して問い合わせの二ヵ月後を目処に公開するという返答をしており、現在では、ファームウェアのアップデータと共にダウンロードが可能になっている。

### リサイクル互換インクカートリッジ訴訟
2021年にエレコムは精密機械・ミシン・編み機メーカーのブラザー工業を相手取り、ブラザー製インクジェットプリンターの設計を変えて、純正品以外のインクカートリッジを使えないようにしたとして、設計変更の差し止めと損害賠償1500万円を求める訴えを起こした。
判決によると、ブラザーは2018年12月以後製造した一連のプリンターシリーズで、インクの読み取り機能の設計を変更し、リサイクルを含む互換インクを認識しないように作り替えたとされており、2021年9月30日に東京地方裁判所にて行われた判決の結果、「設計の変更は独占禁止法の不公正な取り引き方法の違反行為に抵触する」として、ブラザーに対して150万円の損害賠償を命ずる判決を言い渡した。

## 関連企業
- ロジテック - 子会社
  - ロジテックINAソリューションズ - ロジテックの子会社
- ハギワラソリューションズ - 子会社。ハギワラシスコムから一部事業を引き継いで設立
- DXアンテナ - 子会社。船井電機より株式の譲渡を受けた。
- テスコム電機 - 子会社
- ednet GmbH （ドイツ）
- ELECOM KOREA CO., LTD. （韓国）
- 新宜麗客民台（上海）商貿有限公司（中国）